# NGC 6617
NGC 6617 est une galaxie spirale compacte située dans la constellation du Dragon. Sa vitesse par rapport au fond diffus cosmologique est de 6 630 ± 8 km/s, ce qui correspond à une distance de Hubble de 97,8 ± 6,9 Mpc (∼319 millions d'al). NGC 6617 a été découverte par l'astronome américain Lewis Swift en 1885.
La classe de luminosité de NGC 6617 est IV et elle présente une large raie HI.
En raison d'une brillance de surface égale à 14,32 mag/am2, on peut qualifier NGC 6617 de galaxie à faible brillance de surface (LSB en anglais pour low surface brightness). Les galaxies LSB sont des galaxies diffuses (D) avec une brillance de surface inférieure de moins d'une magnitude à celle du ciel nocturne ambiant.
À ce jour,trois mesures non basées sur le décalage vers le rouge (redshift) donnent une distance de 88,268 ± 2,267 Mpc (∼288 millions d'al), ce qui est tout juste à l'extérieur des valeurs de la distance de Hubble.